# Rinaldo di Dunstanville, 1º Conte di Cornovaglia
Rinaldo, o Reginaldo FitzRoy o di Dunstanville; in francese: Renaud de Donstanville o de Dénestanville (Dunstanville Inghilterra, ca. 1110 – Chertsey Surrey, 1º luglio 1175), Figlio illegittimo di Enrico I d'Inghilterra, fu Conte di Cornovaglia, dal 1141 alla sua morte..

## Origine
Secondo il monaco e cronista normanno Guglielmo di Jumièges, autore della sua Historiæ Normannorum Scriptores Antiqui, era uno dei figli illegittimi del re d'Inghilterra e duca di Normandia, Enrico I Beauclerc, e come conferma (due volte) l'appendice del Complete Peerage XI (non consultata) di Sibilla Corbet d'Alcester (ca. 1077- † dopo il 1157), figlia del Connestabile di Warwick, Roberto Corbet d'Alcester e della sua prima moglie, di cui non si conoscono né il nome né gli ascendenti. 
Enrico i Beauclerc, sia secondo Guglielmo di Jumièges, che il cronista e monaco benedettino dell'abbazia di Malmesbury, nel Wiltshire (Wessex), Guglielmo di Malmesbury, il monaco e cronista inglese, Orderico Vitale, e il cronista e monaco benedettino inglese, Matteo di Parigi, era il figlio maschio quartogenito del duca di Normandia e re d'Inghilterra, Guglielmo il Conquistatore e di Matilde delle Fiandre (1032 - 1083).

## Biografia
Reginaldo, quando la sorellastra, Matilde, durante la guerra per il trono d'Inghilterra, sbarcò in Inghilterra, nel 1139, si schierò dalla sua parte, contro il re d'Inghilterra, Stefano di Blois.
Nel 1141, secondo le Gesta Stephani Regis I, Guglielmo FitzRichard, signore di Cardinham e di altre proprietà in Cornovaglia, diede la propria figlia, Beatrice in sposa a Reginaldo; contemporaneamente gli cedette tutti i supi domini e proprietà; Reginaldo, allora con la forza si appropriò di altri domini e castelli, a scapito del conte di Cornovaglia, Alano il Nero, riuscendo a farsi riconoscere il titolo di conte di Cornovaglia, non solo dalla sorellastra ma anche dal re Stefano, come ci conferma Orderico Vitale.
Che gli fosse stato riconosciuto il titolo di conte di Cornovaglia, ci viene confermato anche dal The Historical Works of Gervase of Canterbury, Vol. I, che lo cita con tale titolo, quando, nel settembre del 1041, assieme al fratellastro, Roberto, cavalcava verso York al seguito della sorellastra, Matilde.
Molto probabilmente, dato che aveva sposato la causa della sorellastra, re Stefano lo privò, almeno temporaneamente, del titolo; secondo un documento del Complete Peerage III, nel 1153, Reginaldo fu testimone del trattato di pace tra re Stefano ed il duca di Normandia, Enrico II, aspirante al trono d'Inghilterra (non consultata).
Verso il 1173, a Reginaldo venne riconosciuto il titolo di Alto sceriffo di Devon.
Reginaldo morì nel 1175, nel mese di dicembre come ci conferma il The Historical Works of Gervase of Canterbury, Vol. I; sempre secondo il The Historical Works of Gervase of Canterbury, Vol. I, Reginaldo fu sepolto nell'Abbazia di Reading, dove già erano stati sepolti, suo padre, Enrico I Beauclerc e la sua sorellastra, Matilde.

## Discendenza
Reginaldo da Beatrice ebbe sette figli:
- Nicholas ( † 1175)
- Hawyse († 21 Aprile 1162)
- Maud
- Ursula
- Sarah
- Beatrice
- Reginald

## Ascendenza
|                           |   |                        | Genitori                |  |  | Nonni |  |  | Bisnonni               |  |  | Trisnonni                |  |
|                           |   |                        |                         |  |  |       |  |  | Roberto I di Normandia |  |  | Riccardo II di Normandia |  |
|                           |   |                        |                         |  |  |       |  |  | Roberto I di Normandia |  |  | Riccardo II di Normandia |  |
|                           |   | Giuditta di Bretagna   |                         |  |  |       |  |  | Roberto I di Normandia |  |  |                          |  |
| Guglielmo I d'Inghilterra |   |                        |                         |  |  |       |  |  | Roberto I di Normandia |  |  |                          |  |
|                           |   | Herleva                | Fulbert di Falaise      |  |  |       |  |  |                        |  |  |                          |  |
|                           |   | Herleva                | Fulbert di Falaise      |  |  |       |  |  |                        |  |  |                          |  |
|                           |   | Herleva                | Duda                    |  |  |       |  |  |                        |  |  |                          |  |
| Enrico I d'Inghilterra    |   | Herleva                |                         |  |  |       |  |  |                        |  |  |                          |  |
|                           |   | Baldovino V di Fiandra | Baldovino IV di Fiandra |  |  |       |  |  |                        |  |  |                          |  |
|                           |   | Baldovino V di Fiandra | Baldovino IV di Fiandra |  |  |       |  |  |                        |  |  |                          |  |
|                           |   | Baldovino V di Fiandra | Ogiva di Lussemburgo    |  |  |       |  |  |                        |  |  |                          |  |
| Matilde delle Fiandre     |   | Baldovino V di Fiandra |                         |  |  |       |  |  |                        |  |  |                          |  |
|                           |   | Adele di Francia       | Roberto II di Francia   |  |  |       |  |  |                        |  |  |                          |  |
|                           |   | Adele di Francia       | Roberto II di Francia   |  |  |       |  |  |                        |  |  |                          |  |
|                           |   | Adele di Francia       | Costanza d'Arles        |  |  |       |  |  |                        |  |  |                          |  |
| Rinaldo di Dunstanville   |   | Adele di Francia       |                         |  |  |       |  |  |                        |  |  |                          |  |
|                           | … | …                      |                         |  |  |       |  |  |                        |  |  |                          |  |
|                           | … | …                      |                         |  |  |       |  |  |                        |  |  |                          |  |
|                           | … | …                      |                         |  |  |       |  |  |                        |  |  |                          |  |
| Roberto Corbet d'Alcester | … |                        |                         |  |  |       |  |  |                        |  |  |                          |  |
|                           |   | …                      | …                       |  |  |       |  |  |                        |  |  |                          |  |
|                           |   | …                      | …                       |  |  |       |  |  |                        |  |  |                          |  |
|                           |   | …                      | …                       |  |  |       |  |  |                        |  |  |                          |  |
| Sibilla Corbet d'Alcester |   | …                      |                         |  |  |       |  |  |                        |  |  |                          |  |
|                           |   | …                      | …                       |  |  |       |  |  |                        |  |  |                          |  |
|                           |   | …                      | …                       |  |  |       |  |  |                        |  |  |                          |  |
|                           |   | …                      | …                       |  |  |       |  |  |                        |  |  |                          |  |
| …                         |   | …                      |                         |  |  |       |  |  |                        |  |  |                          |  |
|                           |   | …                      | …                       |  |  |       |  |  |                        |  |  |                          |  |
|                           |   | …                      | …                       |  |  |       |  |  |                        |  |  |                          |  |
|                           |   | …                      | …                       |  |  |       |  |  |                        |  |  |                          |  |
|                           |   | …                      |                         |  |  |       |  |  |                        |  |  |                          |  |

### Fonti primarie
- (LA)  The Historical Works of Gervase of Canterbury, Vol. I.
- (LA)  Gesta Stephani Regis I.
- (LA)  Ordericus Vitalis, Historia Ecclesiastica, vol. II.
- (LA)  Matthæi Parisiensis, monachi Sancti Albani, Chronica majora, vol I.
- (EN)  Chronicle of the Kings of England: From the Earliest Period to the Reign, of king William's children.
- (LA)  Historiæ Normannorum Scriptores Antiqui.

### Letteratura storiografica
- William John Corbett, Inghilterra, 1087-1154, cap. II, vol. VI (Declino dell'impero e del papato e sviluppo degli stati nazionali) della Storia del Mondo Medievale, 1999, pp. 56–98.